# Утвінка
У́твінка (каз. Утвинка) — село у складі Бурлінського району Західноказахстанської області Казахстану. Входить до складу Бумакольського сільського округу.
У радянські часи село називалось Утвінський.
Населення — 79 осіб (2021; 157 у 2009, 259 у 1999, 295 у 1989).